# André Acquart
Pour les articles homonymes, voir Acquart.
André Acquart (né le 22 novembre 1922 à Vincennes et mort le 4 juin 2016 à Paris) est un scénographe et homme de théâtre français. Il est l'époux de la créatrice de costumes Barbara Rychlowska, morte le 1er janvier 2024 à l’âge de 99 ans. Il est le père du scénographe français Claude Acquart, de Claire Acquart, directrice de Lilas en scène et de Céline Acquart, chargée de projet en médiation par l’animal.
Il a été nommé en 1992 et 1994 pour le Molière du décorateur scénographe.

## Sources
- Biographie et œuvres
- Jean Chollet, André Acquart, architecte de l‘éphémère, éditions Actes Sud, 2006.